# Carrabelle
Carrabelle és una població dels Estats Units a l'estat de Florida. Segons el cens del 2000 tenia 1.303 habitants.

## Demografia
Segons el cens del 2000, Carrabelle tenia 1.303 habitants, 562 habitatges, i 370 famílies. La densitat de població era de 134,9 habitants per km².
Dels 562 habitatges en un 26,9% hi vivien nens de menys de 18 anys, en un 48% hi vivien parelles casades, en un 12,1% dones solteres, i en un 34% no eren unitats familiars. En el 30,6% dels habitatges hi vivien persones soles el 12,3% de les quals corresponia a persones de 65 anys o més que vivien soles. El nombre mitjà de persones vivint en cada habitatge era de 2,3 i el nombre mitjà de persones que vivien en cada família era de 2,83.
Per edats la població es repartia de la següent manera: un 23,3% tenia menys de 18 anys, un 7,8% entre 18 i 24, un 24,1% entre 25 i 44, un 27,5% de 45 a 60 i un 17,3% 65 anys o més.
L'edat mediana era de 41 anys. Per cada 100 dones de 18 o més anys hi havia 92,3 homes.
La renda mediana per habitatge era de 23.749 $ i la renda mediana per família de 27.955 $. Els homes tenien una renda mediana de 26.719 $ mentre que les dones 19.018 $. La renda per capita de la població era de 14.677 $. Entorn del 14,8% de les famílies i el 19,4% de la població estaven per davall del llindar de pobresa.

## Poblacions més properes
El següent diagrama mostra les poblacions més properes.